# Bithia argunica
Bithia argunica là một loài ruồi trong họ Tachinidae.